# Jean-Baptiste Guignet
Jean-Baptiste Guignet né à Autun en 1810 et mort à Viriville le 17 juillet 1857 est un peintre français.

## Biographie
Jean-Baptiste Guignet est le fils de Louis Guignet et Jeanne Roth.
Élève de Jean-Baptiste Regnault, il obtient une médaille de 3e classe en 1837, de 2de classe en 1838, et de 1re classe en 1842.
Veuf de Julie Michon, il épouse en secondes noces Marie Thérèse Bouchet.
Il meurt à son domicile de Viriville le 17 juillet 1857.